# Meganoticias Plus
Meganoticias Plus fue el noticiero alternativo del canal de cable Mega Plus, bajo la marca Meganoticias que se emitió entre el 24 de junio de 2019 y el 20 de marzo de 2020.

## Historia
La creación de este informativo, fue planificada apenas inició sus transmisiones el canal de cable Mega Plus. Este noticiero tiene como necesidad responder ante las exigencias de una audiencia demandante en cuanto a información contingente y relevante.[cita requerida]
Fue el 24 de junio de 2019 cuando empezó su periodo de marcha blanca en la edición Prime, a las 21:00 conducido por Juan Manuel Astorga.
El noticiero detuvo de golpe sus emisiones debido al colapso financiero ocasionado por la pandemia de COVID-19, su última edición fue el 20 de marzo de 2020.

## Ediciones
- Meganoticias Plus: Update: Noticiero conducido por Catalina Edwards y Claudia Salas. Lunes a viernes de 14:00 a 15:00
- Meganoticias Plus: Prime: Edición central conducida por Juan Manuel Astorga. Lunes a viernes de 21:00 a 22:00. Fue estrenada el 24 de junio de 2019

## Conductores

### Meganoticias Plus: Morning
| Período                       | Presentadores    |
| ----------------------------- | ---------------- |
| 2019-2020                     | Catalina Edwards |
| 29 de julio-noviembre de 2019 | Felipe Bianchi   |

### Meganoticias Plus: Update
| Período                                                  | Presentadores    |
| -------------------------------------------------------- | ---------------- |
| 29 de julio de 2019-20 de marzo de 2020 (edición diaria) | Catalina Edwards |
| 29 de julio de 2019-20 de marzo de 2020 (edición diaria) | Claudia Salas    |

### Meganoticias Plus: Prime
| Período                                                      | Presentadores       |
| ------------------------------------------------------------ | ------------------- |
| 24 de junio de 2019-30 de diciembre de 2019 (edición diaria) | Juan Manuel Astorga |
| 24 de febrero de 2020-20 de marzo de 2020                    | Andrea Aristegui    |

## Logotipos
- 24 de junio de 2019-20 de marzo de 2020: Consiste en un cuadrado azul marino redondeado, que contiene el logo actual de Mega, y debajo de este la palabra NOTICIAS y al lado el signo +.